# Aeroporto di Ponte Olivo
L'Aeroporto di Ponte Olivo era un aeroporto militare usato durante la seconda guerra mondiale nei pressi della città di Gela e successivamente usato da Enrico Mattei e dai dirigenti dell'Ente Nazionale Idrocarburi (Eni) come aeroporto privato per i loro frequenti viaggi negli stabilimenti Anic della zona. L'aeroporto prende il nome dalla località Ponte Olivo in cui si trovava, lungo la odierna SS 117 bis.

## Storia

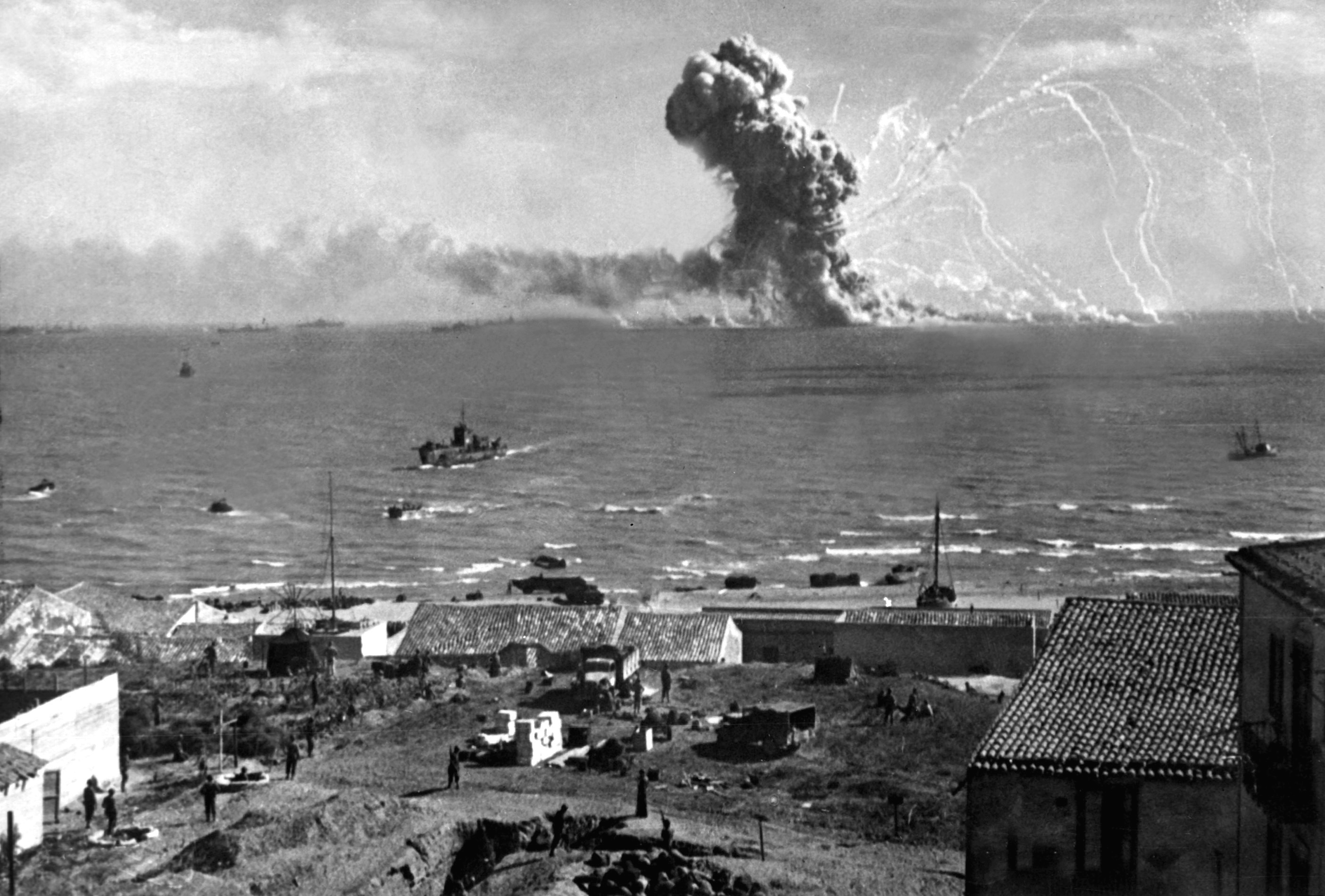
Lo sbarco statunitense a Gela.

Fu costruito durante il ventennio fascista dalla Regia Aeronautica come aeroporto militare da utilizzare per i collegamenti con le allora colonie italiane in Africa. Dall'11 settembre 1939 fu base per il 41º Stormo Bombardamento Terrestre che operò con 18 Savoia-Marchetti S.M.79. Il 21 ottobre 1940 lo stormo venne trasferito da Gela a Bengasi in Cirenaica. Insieme all'aeroporto di Comiso e la pista di Biscari venne largamente usato per gli attacchi contro Malta.
Nel 1942 vi operò con lo Stuka soprattutto il 102º Gruppo Tuffatori, guidati dal leggendario Comandante Giuseppe Cenni, tra azioni diurne sul naviglio, alle difficilissime azioni notturne su Malta; a scorta dei Tuffatori spesso vi erano i Cacciatori del 51º Stormo, con i Macchi M.C.202, e operanti dalla stessa base. Durante l'estate del 1943 venne bombardato pesantemente e venne conquistato dalle truppe alleate sbarcate sulle vicine spiagge durante l'Sbarco in Sicilia. L'occupazione delle truppe americane durò fino al settembre del 1944 quando fu restituito alle autorità italiane.
Accanto all'aeroporto fu anche costruito il cimitero di guerra di Ponte Olivo e le salme ivi presenti furono traslate dagli statunitensi nel 1947.
Enrico Mattei usò spesso la pista gelese fino ai giorni della sua morte. Alle 09:55 del 27 ottobre 1962, decollò per l'ultima volta dall'aeroporto di Ponte Olivo per Catania  il  Morane-Saulnier MS.760 Paris, marche I-SNAP, aereo privato dell'ENI con a bordo il solo pilota Irnerio Bertuzzi.  La pista è rimasta inutilizzata, escluso l'ENI,  per più di 70 anni e non è facilmente localizzabile, poiché il terreno circostante è di fatto utilizzato a scopo agricolo.